# Bougainvillea infesta
Bougainvillea infesta är en underblomsväxtart som beskrevs av August Heinrich Rudolf Grisebach. Bougainvillea infesta ingår i släktet Bougainvillea och familjen underblomsväxter. Inga underarter finns listade i Catalogue of Life.